# Ermengarde de Tonnerre
Pour les articles homonymes, voir Ermengarde.
Ermengarde de Tonnerre, vivante en 1036-1039 et morte vers 1083, est une aristocrate issue de la famille comtale de Tonnerre, les Milonides, qui hérite de son cousin du comté de Tonnerre et qui devient par mariage comtesse de Nevers.

## Biographie

### Origines
Issue de la dynastie comtale de Tonnerre, les Milonides, Ermengarde (parfois Hermangarde) est la fille de Rainard/Renaud Ier (vivant v. 907, 1009-1040), comte de Tonnerre, et de son épouse Helvide/Helvis/Hervise/Ervide (preut être de Vermandois ou de Bar), probablement fille de Gilduin de Breteuil,,.
Elle a un frère, Harduin, futur évêque de Langres (1050-1065). Ils pourraient être parent de l'évêque de Langres (1031-1049), Hugues de Breteuil.
Elle est mentionnée, aux côtés de ses parents, ainsi que son frère (Raynardi comitis, Herviz, comitisse, Harouidini, filii, ejus, Hermangardis), dans une donation à l'abbaye Saint-Michel de Tonnerre, en 1039 (Cartulaire général de l'Yonne no XCII).

### Mariage et héritière du comté de Tonnerre
Elle épouse, Guillaume Ier, fils du comte Renaud Ier de Nevers et d'Alix de France, elle-même fille de Robert II de France.
Cousine du comte de Tonnerre, et futur évêque de Langres (1050-1065), Hugues-Renaud de Bar, ce dernier la désigne comme son héritière pour le comté,. Il fera de sa sœur, Eustachie de Tonnerre, son héritière pour le comté de Bar-sur-Seine,.
Par ce mariage, le comté de Tonnerre est réuni aux comtés de Nevers et d'Auxerre. Les trois comtés furent ensuite partagés entre leurs trois fils. Renaud II de Nevers, l'aîné, fut associé à son père en 1079 à la tête du comté de Nevers. Guillaume, le cadet, reçut le comté de Tonnerre. Robert, le troisième, fut investi par son père du comté d'Auxerre à l'occasion de son élection à la tête de l'évêché en 1076. Après la mort de Guillaume et de Robert sans descendance mâle, leurs possessions passèrent au fils de Renaud, Guillaume II de Nevers, qui réunit à nouveau les trois comtés,,,.
Après sa mort, Guillaume se remaria peut-être car on trouve, dans une charte où le comte donne le Prieuré Saint-Victor de Nevers au prieuré de La Charité-sur-Loire, la signature d'une Mathilde à côté de la sienne.

## Famille
En 1045, elle se marie avec Guillaume Ier de Nevers, avec lequel elle a six enfants : 
- Renaud II (1055 † 5 août 1089), associé à son père à la tête du comté de Nevers en 1079, ∞ (1) Ide Raymonde de Forez, fille d'Arnaud, ∞ (2) Agnès de Beaugency, fille de Lancelin[1] ;
- Guillaume († apr. 1100), associé à son père vers 1100 à la tête du comté de Tonnerre ;
- Robert (mort le 12 février 1095), comte et évêque d'Auxerre ;
- Sybille († 1078), ∞ Hugues Ier, duc de Bourgogne ;
- Ermengarde, ∞ Hubert de Beaumont-au-Maine, vicomte du Maine seigneur de Beaumont et Sainte-Suzanne ;
- Helvise, ∞ Guillaume, comte d'Évreux.